# Jan Butler (zm. 1710)
Jan Butler herbu własnego (zm. w 1710 roku) – kasztelan podlaski w 1708 roku, leśniczy nowodworski w 1698 roku, starosta drohicki w latach 1690-1701, starosta nowski w latach 1678-1700, starosta jabłonowski, pułkownik wojsk koronnych.

## Życiorys
Pochodził z polskiej rodziny szlacheckiej Butlerów herbu Butler, wywodzącej się z Irlandii a osiadłej na Podlasiu. Był synem podskarbiego nadwornego Gotarda Wilhelma i Konstancji z Wodyńskich, kasztelanki podlaskiej.
Służbę w wojsku koronnym rozpoczął w czasie najazdu szwedzkiego jako oficer regimentu gwardii pieszej Jana Kazimierza. Następnie był obersztlejtnantem w regimencie piechoty Dymitra Wiśniowieckiego, po śmierci hetmana w 1682 został mianowany pułkownikiem i przejął macierzysty regiment, który pozostawał w kompucie wojsk koronnych do IV kwartału 1689. W latach 1683–1685 był także pułkownikiem regimentu arkebuzerów. W 1683, w czasie wyprawy wiedeńskiej jednostka ta wchodziła w skład korpusu Lubomirskiego, Butler odznaczył się wówczas podczas walk pod Preszburgiem. 12 września 1683, w czasie bitwy pod Wiedniem dowodził brygadą piechoty na lewym skrzydle wojsk polskich. Brygada ta stoczyła ciężkie walki z janczarami na zboczach Lasku Wiedeńskiego.
Butler walczył także w kampaniach wojennych w latach 1684 i 1685, wziął także udział w wyprawie Sobieskiego do Mołdawii w 1686.
W latach 1688 i 1689 walczył z wojskami osmańskimi na Podolu pod dowództwem hetmana Stanisława Jabłonowskiego, brał udział w próbach odbicia z rąk tureckich Kamieńca Podolskiego.
Był starostą nowskim (1678–1700), drohickim (1690–1701), jabłonowskim, od 1698 leśniczym nowodworskim.
Podczas panowania Jana III i Augusta II kilkukrotnie posłował na sejmy. Używał tytułu hrabiego św. cesarstwa rzymskiego, który został nadany jego ojcu przez cesarza Karola Ferdynanda.
Poseł sejmiku mielnickiego na sejm 1678/1679 roku, poseł sejmiku drohickiego na sejm 1695 roku.
Żonaty z Bogumiłą Gorajską (1. voto Krzysztofa Potocka), zmarł bezpotomnie w 1710.